# M/F Ærøxpressen
M/F ÆrøXpressen er en dansk passager og bilfærge ejet af Ærø-færgeselskabet Ærøxpressen. Sejladsen på færgeruten mellem Marstal og Rudkøbing begyndte den 18. december 2019.
Færgen har plads til 32 personbiler og knap 200 passagerer. Overfartstiden er opgivet til 50 minutter men tager oftest 55-60 min. Færgen er en hybridløsning med diesel- og el til fremdriften.
To dieselmotorer trækker to generatorer, som producerer strøm. Under overfarten overføres den producerede strøm til elmotorerne tilkoblet propellerne. Overskudsstrømmen overføres til færgens batterier til brug til batteridrift ved færgens ankomst og afgang.
Salonen er i samarbejde med Marstal Søfartsmuseum dekoreret med maritime malerier og fotos af de mange færger, der siden dampskibs-tiden har sejlet på overfarten mellem Langeland og Ærø.

## Færgens historie
- Skibsværftet Ask Enterprise Sia, Riga, Letland, søsatte den 5. april 2018 skroget til nybygning nr. 137.
- 2. maj 2019 blev skroget bugseret fra Riga og ankom 8. maj til skibsværftet Hvide Sande Shipyard Steel & Service, Hvide Sande.
- 14. og 15. november 2019 blev M/F ÆrøXpressen prøvesejlet i Ringkøbing Fjord.
- 28. november 2019 ankom M/F ÆrøXpressen til Marstal.
- 18. december 2019 sejlede M/F ÆrøXpressen mod Rudkøbing (første færgesejlads på ruten i omkring seks år).